# グレンデイルの戦い
グレンデイルの戦い（グレンデイルのたたかい、英:Battle of Glendale、その他に次の呼称がある。フレイザー農園の戦い(Battle of Frayser's Farm)、フレージャー農園の戦い(Frazier's Farm)、ネルソン農園の戦い(Nelson's Farm)、チャールズシティ交差点の戦い(Charles City Crossroads)、ニューマーケット道路の戦い(New Market Road)、リドルの店の戦い(Riddell's Shop)）は、南北戦争序盤の1862年6月30日、バージニア州・ヘンライコ郡で、七日間の戦いの5つめの戦いとして起こった戦闘である。
南軍のベンジャミン・フーガー、ジェイムズ・ロングストリートおよびA・P・ヒル各少将の師団がグレンデイルあるいはフレイザー農園の近くで後退する北軍に集中した。ロングストリートとヒルの攻撃はウィルス教会近くで北軍の防御線を突破し、ジョージ・A・マッコール准将の師団を崩壊させマッコールを捕虜にした。ジョセフ・フッカーおよびフィリップ・カーニー各准将の師団による北軍の反撃で穴を埋め、ウィルス教会道路に沿った撤退中の戦線を救った。フーガー隊の前進はチャールズシティ道路で停められた。ストーンウォール・ジャクソン少将の師団はウィリアム・B・フランクリン准将の軍団によりホワイトオーク湿地の戦いで遅らされた。南軍のセオフィラス・H・ホームズ少将がターキー橋で北軍左側面に回り込もうとしたが、ジェームズ川の北軍砲艦によって撃退された。
この戦いはリー軍にとってジェームズ川から北軍を切り離す最後の機会だった。戦闘後の夜、北軍はマルバーンヒルで強固な陣地を造り上げた。

## 背景
七日間の戦いは6月25日にオークグラブの小さな戦いにおける北軍の攻撃で始まったが、南軍のロバート・E・リー将軍とその北バージニア軍が6月26日のビーバーダム・クリークの戦い、6月27日のゲインズミルの戦いおよび6月27日と28日のガーネッツ・アンド・ゴールディングズ・ファームの小戦闘、さらには6月29日にサベイジ駅の戦いで北軍後衛への攻撃と続く一連の攻勢を始めると、北軍ジョージ・マクレラン少将のポトマック軍は急速に主体性を失った。ポトマック軍は安全地帯であるジェームズ川のハリソンランディングに向けて全軍撤退を継続した。
ゲインズミルの戦い後、マクレランは各軍団に撤退中の経路ついて明確な指示を残さず、また副指揮官を指名することもなく軍隊を離れていた。フィッツ・ジョン・ポーター准将の第5軍団の大半がマルバーンヒルを占領するために移動し、ポトマック軍の残りの4個軍団は実質的にその戦いながらの後退を独立して進めていた。大半の部隊は6月30日の正午までにホワイトオーク湿地を通過できていた。全軍の約3分の1はジェームズ川まで辿り着いていたが、残りはまだホワイトオーク湿地とグレンデイルの間を行軍していた（グレンデイルはチャールズシティ道路とクエーカー道路あるいはウィルス教会道路の交差点にある小さな集落であり、そこからマルバーンヒルを超えてジェームズ川に繋がっていた）。その朝マクレランは行軍路を検査した後に馬で南に下り、ジェームズ川の装甲艦USSガリーナに乗り移っていた。
リーは、不適切な道路網のためにボトルネックになってしまった撤退中の北軍にその北バージニア軍を集中させる命令を下した。ポトマック軍は首尾一貫した全体指揮がないままに、不連続でつぎはぎの防御線しか無かった。ストーンウォール・ジャクソンはホワイトオーク湿地を横切っている北軍後衛に圧力を掛けるよう命令され、一方リー軍の大部分約45,000名は約2マイル (3 km)南西のグレンデイルで撤退中のポトマック軍を攻撃し、それを2つに割るという作戦だった。フーガー師団がチャールズシティ道路を3マイル (5 km)行軍した後で最初の攻撃を掛け、ロングストリートとA・P・ヒルの師団が約7マイル (11 km)西にいて支援し大量攻撃を掛けるというものだった。ホームズはマルバーンヒル占領するよう命令された。

## 戦闘

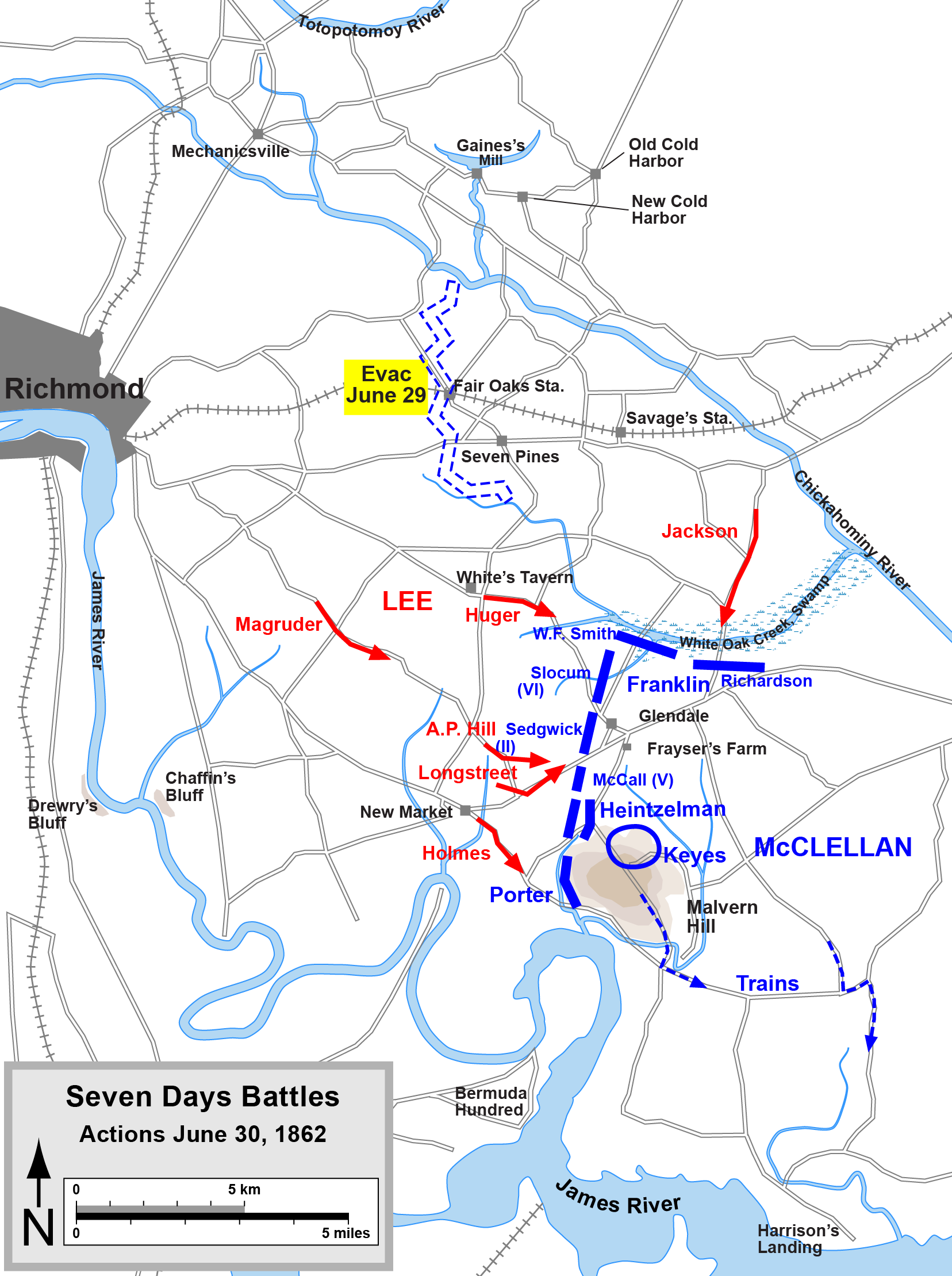
七日間の戦い、6月30日

七日間の戦いにおける他の戦闘と同様、リーの作戦は実行段階でうまくいかなかった。フーガー隊は、北軍ヘンリー・W・スローカム准将師団の工兵が工作した結果として、チャールズシティ道路を遮っていた倒木で遅らされた。フーガー隊は深い森を抜ける新しい道路を切り開くために何時間も費やした。フーガーは代わりの道を選ぶこともせず、反撃を恐れていたので、結局は戦闘に参加できなかった。ジョン・マグルーダー少将はロングストリート隊とホームズ隊のどちらを支援してよいのか決めかねるままに目標も無くうろついていた。午後4時までにリーはマグルーダーにホームズ隊とリバー道路で合流しマルバーンヒルを攻撃しろと命令した。ストーンウォール・ジャクソンは緩りと移動し、その日1日をクリークの北で過ごし、ホワイトオーク湿地を横切ろうとしてフランクリンの第6軍団に弱弱しい攻撃を仕掛けただけで、近くに適当な浅瀬があったにも拘らず壊されていた橋を再建しようとし、さらには目標の定まらない砲撃戦を行った（最近までのバレー方面作戦で華々しい勝利を得たにも拘らず、恐らくはその時から続く疲労のために、この七日間の戦いにおけるジャクソンの貢献は常に遅い行動とまずい判断で台無しになった）。ホームズ隊は比較的経験に乏しい部隊であり、マルバーンヒルのターキー橋にいたポーター隊に対して全く前進できず、マグルーダー隊の支援を得た後でさえも、北軍の効果的な砲撃とジェームズ川にいた砲艦USSガリーナとUSSアルーストックからの攻撃で撃退された。
午後2時、リー、ロングストリートおよび戦場を視察に訪れていたアメリカ連合国大統領ジェファーソン・デイヴィスは馬の背で協議している時に、激しい砲弾を浴び、一緒に居た2名が負傷し、馬が3頭殺された。その地域の指揮官A・P・ヒルは大統領と上級将軍達に後方へ下がるよう命令した。ロングストリートは自分達に向けられた北軍の6箇所の砲台を黙らせようとしたが、長射程の大砲では不適切であることが分かった。ミカ・ジェンキンス大佐に砲台へ突撃するよう命じ、これが午後4時頃に会戦に発展した。
作戦よりかなり遅れて始められたものの、ロングストリートの総指揮によるA・P・ヒルとロングストリートの各師団の攻撃は、北軍主力の集中を攻撃するというリーの命令に唯一沿うものになった。ロングストリートの20,000名の部隊は、フーガー隊やジャクソン隊が半径3マイル (5 km)以内にいたにも拘らずその支援を得られなかった。南軍は、乱れたままの40,000名がグレンデイルの交差点を中心に南北2マイルの円弧状に配された北軍に襲い掛かり、その矛先はジョージ・A・マッコール准将の指揮する第5軍団ペンシルベニア予備役師団6,000名が守る陣地に集中した。そこはネルソンが所有するネルソン農園の真西、ウィリス教会の北だった（この農園はR・H・ネルソンが所有していたが、その前の所有者はフレイザーという名前であり、地元ではフレイザー農園あるいはフレージャー農園と呼ばれていた）。マッコール師団はジョージ・ミード准将の旅団を右手に、トルーマン・シーモア准将の旅団を左手に、ジョン・F・レイノルズ准将の旅団（ゲインズミルの戦い後ボースン湿地でレイノルズが捕虜になった後ではセネカ・G・サイモンズ大佐が指揮していた）を予備隊としていた。
南軍の3個旅団が北から南への攻撃に送られた。カドマス・M・ウィルコックス准将、ミカ・ジェンキンス大佐（リチャード・H・アンダーソン旅団）およびジェイムズ・L・ケンパー准将の旅団だった。ロングストリートはこれらの部隊に数時間に亘って細切れなやり方で前進するように命じた。ケンパーのバージニア旅団はまず深い森を抜けて突進し、マッコール砲兵隊5個大隊の直前に現れた。この旅団は初めての戦闘経験であり、秩序は乱れていたが懸命に攻撃を掛け、大砲のところまで達し、ジェンキンス旅団の支援もあってマッコールの主戦線を突破した。数時間後にはウィルコックスのアラバマ旅団が続いた。南軍の旅団はミードとシーモアの部隊から堅い抵抗に遭い時には白兵線になった。ミードは戦闘中に負傷し、その砲兵隊の一つも捕獲された。マッコールは補強を置く場所を探して、誤って南軍の前哨線に馬で乗り入れたときに捕虜になった。
マッコールの側面でジョセフ・フッカー准将の師団（南面）とフィリップ・カーニーとヘンリー・スローカム各准将の師団（北面）が繰り返される南軍の攻撃を支えた。予備隊とホワイトオーク湿地周辺にいたジョン・セジウィック准将師団の部隊が到着して荒々しい反撃の後で開いていた穴を埋めた。激戦は午後8時半頃まで続いた。ロングストリートは事実上その指揮下にあった師団の全ての旅団を投入し、北軍側は前線に穴が開けば直ぐそれを塞ぐようにそれぞれの部隊が務めた。

## 戦いの後
この戦闘は戦術的に引き分けたが、リーは北軍の逃走を妨げマクレラン軍を戦闘不能にするという目標を達成できなかった。ロングストーリートのやり方は旅団から旅団を細切れに送り出すというお粗末なものであり、この戦争の後半で彼を有名にした方法である集中した兵力で攻撃するというやり方が採れなかった。リーが描いていたようにフーガー隊やジャクソン隊からの支援も得られなかった。北軍の損失は3,797名（戦死297名、負傷1,696名、不明または捕虜1,804名）となった。南軍は3,673名（戦死638名、負傷2,814名、不明または捕虜221名）の損失となりほぼ同数だったが、戦死者が負傷者の40%を超えた。ロングストリートはその師団の4分の1以上を失った。北軍のミードとエドウィン・サムナー各将軍、および南軍のジョセフ・R・アンダーソン、ドーシー・ペンダーとウィンフィールド・S・フェザーストン各将軍が負傷した。
6月30日の夜、この日の戦闘を見ることが無かったマクレランは陸軍省に宛てて電報を打ち、「私の軍隊は素晴らしく行動し出来ることは全てやった。我々の誰も逃げられなければ、少なくともこの国に名誉を尽くしたことだろう。私はこの軍隊を救うために最善を尽くす。」と言った。マクレランは後に「その援軍が来れば私は我々の運命を取り戻せる」と言って、5万名の援軍を要求した（陸軍省はそれを供給する機会が無かった）。
この戦闘後、リーは「この戦闘で他の部隊が協調できておれば、結果は敵にとって最も悲惨なものになったことだろう」と書き記した。南軍のD・H・ヒル少将はもっと直接に、「我々の軍隊全てがフレイザー農園に行っておれば、マルバーンヒルは無かったことだろう」と記した。南軍のエドワード・ポーター・アレクサンダー准将は戦後、「この戦闘の後にも先にも、この時ほど賞品が手に届く範囲にあったことは無かった。私の個人的感想だが、4年間の戦争で2度、これほど大きな軍事的成功の近くにいたのであり、我々の独立とともに戦争を終わらせることができていたかもしれない。...1度目の機会は1861年7月のブルランの戦いのときだった。...1862年6月30日の2度目の機会は最善のものだったという印象がある。
リーはマクレラン軍が安全地帯である川に到着するまえにもう一度それを阻止する機会があった。七日間の戦いの最後の日7月1日のマルバーンヒルの戦いだった。